# FFH-Gebiet Wennebeker Moor und Langwedel
Das FFH-Gebiet Wennebeker Moor und Langwedel ist ein NATURA 2000-Schutzgebiet in Schleswig-Holstein im Kreis Rendsburg-Eckernförde in den Gemeinden Eisendorf, Borgdorf-Seedorf und Langwedel. Es liegt in der Landschaft Westensee (Landschafts-ID 70210), die vom Bundesamt für Naturschutz (BfN) als Landschaft von geringer naturschutzfachlicher Bedeutung bewertet wird. Diese ist der Naturräumlichen Großregion 2. Ordnung Schleswig-Holsteinisches Hügelland zugeordnet.
Das FFH-Gebiet hat seine größte Ausdehnung von Ost nach West auf einer Länge von 2,25 Kilometer vom westlichsten Punkt, wo der Eisendorfer Graben in das FFH-Gebiet eintritt, bis zum östlichsten Punkt am Südrand der Bundesautobahn 7, wo sich die FFH-Gebietsgrenze im Standortübungsplatz Langwedel der Bundeswehr (StOÜbPl Langwedel) befindet.
Das FFH-Gebiet hat eine Fläche von 230 Hektar. Die höchste Erhebung im FFH-Gebiet liegt mit 30,7 Meter über Normalhöhennull (NHN) auf einem Geestrücken in einem Waldgebiet in der Gemeinde Langwedel, der niedrigsten Punkt liegt mit 20 Meter über NHN an der Bundesautobahn 7, wo die Wennebek an der Unterführung der Autobahn das FFH-Gebiet verlässt.
Das FFH-Gebiet liegt auf Endmoränen des Weichsel-Komplexes mit Niedermooren über sandigen Ablagerungen. Es gehört mit acht verschiedenen Lebensraumklassen zu den vielfältigsten FFH-Gebieten in Schleswig-Holstein, siehe Diagramm 1.
Das FFH-Gebiet befindet sich überwiegend im Besitz der Bundesrepublik Deutschland. Mehr als ein Viertel der Fläche ist über die Stiftung Naturschutz Schleswig-Holstein (SNSH) im Landesbesitz, siehe Diagramm 2.

## FFH-Gebietsgeschichte und Naturschutzumgebung
Der NATURA 2000-Standard-Datenbogen (SDB) für dieses FFH-Gebiet wurde im Juni 2004 vom Landesamt für Landwirtschaft, Umwelt und ländliche Räume (LLUR) des Landes Schleswig-Holstein erstellt, im September 2004 als Gebiet von gemeinschaftlicher Bedeutung (GGB) vorgeschlagen, im November 2007 von der EU als GGB bestätigt und im Januar 2010 national nach § 32 Absatz 2 bis 4 BNatSchG in Verbindung mit § 23 LNatSchG als besonderes Erhaltungsgebiet (BEG) bestätigt. Der SDB wurde zuletzt im Mai 2019 aktualisiert.
Der Managementplan für das FFH-Gebiet wurde am 21. August 2017 veröffentlicht. Er bezieht sich nur auf den Bereich des FFH-Teilgebietes Wennebeker Moor, das nicht zum militärischen Sicherheitsbereich des StOÜbPl Langwedel gehört. Da es sich hier um einen Bundeswehrstandort im Bundesbesitz handelt, die Verwaltung von FFH-Gebieten aber in Deutschland zu den Aufgaben der Bundesländer gehört, wurde zwischen dem Bundesministerium der Verteidigung und dem Bundesland Schleswig-Holstein eine Vereinbarung geschlossen, die die Funktion des „Vereinbarungsgebietes“ als Standortübungsplatz mit den Anforderungen als NATURA 2000-Gebiet möglichst in Einklang bringt. Das Bundesamt für Infrastruktur, Umweltschutz und Dienstleistungen der Bundeswehr (BAIUDBw) GS II 4 mit der Bundesanstalt für Immobilienaufgaben (BImA)- Sparte Bundesforst hat im Einvernehmen mit dem Bundesland Schleswig-Holstein zum einen einen „Naturschutzfachlichen Grundlagenteil für das Fauna-Flora-Habitat-Gebiet DE 1825-302 „Wennebeker Moor und Langwedel“ Teilgebiet StOÜbPl Langwedel (Vereinbarungsgebiet)“ erstellt, wie er in Schleswig-Holstein in Form des Managementplans für FFH-Gebiete üblich ist und zum anderen einen „Maßnahmen-, Pflege- und Entwicklungsplan (MPE-Plan) StOÜbPl Langwedel - Wirtschaftseinheit - Nr.: WE 0144“, wie er für alle NATURA 2000-Flächen des Bundes erstellt wird. Beide Papiere bilden den Managementplan für das FFH-Gebiet Teilgebiet StOÜbPl Langwedel.
Innerhalb des FFH-Gebietes liegt überwiegend im nicht militärischen Bereich das am 19. Mai 1988 gegründete Naturschutzgebiet „Wennebeker Moor und Wennebekniederung“. Das FFH-Gebiet ist Teil des Naturparks Westensee.
Das Niederungsgebiet im FFH-Gebiet gehört zum schützenswerten Geotop „Tunneltal Tal der Fuhlenau / Mühlenau, Gut Westensee - Pohlsee - Brahmsee - Nortorf und Tal der Olendieksau“.

## FFH-Erhaltungsgegenstand

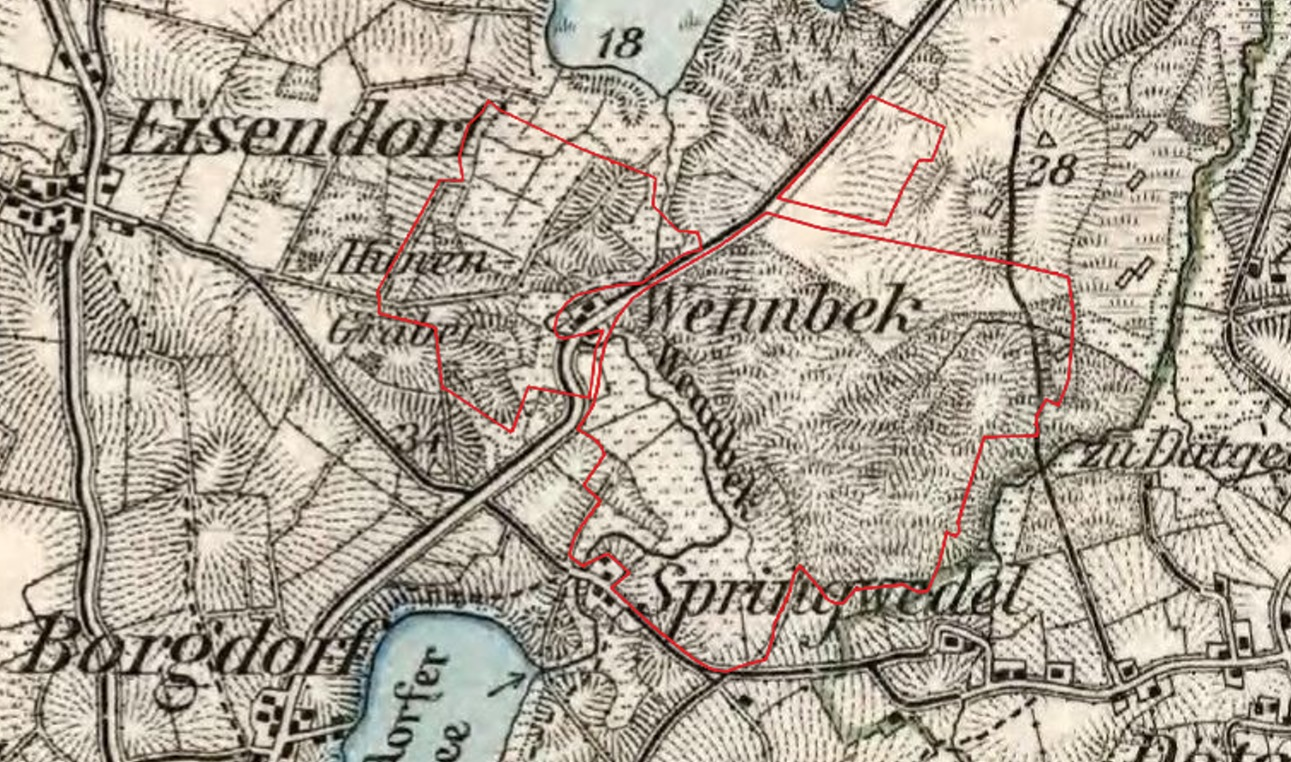
Bild 1: FFH-Gebiet Wennebeker Moor und Langstedt um 1893 (rot umrandet)

Laut Standard-Datenbogen vom Mai 2019 sind folgende FFH-Lebensraumtypen (LRT) und Arten für das Gesamtgebiet als FFH-Erhaltungsgegenstände mit den entsprechenden Beurteilungen zum Erhaltungszustand der Umweltbehörde der Europäischen Union gemeldet worden (Gebräuchliche Kurzbezeichnung (BfN)): FFH-Lebensraumtypen nach Anhang I der EU-Richtlinie:
- 3150 Natürliche und naturnahe nährstoffreiche Stillgewässer mit Laichkraut oder Froschbiss-Gesellschaften (Gesamtbeurteilung C)[13]
- 3160 Dystrophe Stillgewässer (Gesamtbeurteilung C)[14]
- 3260 Fließgewässer mit flutender Wasservegetation (Gesamtbeurteilung C)[15]
- 4010 Feuchte Heiden mit Glockenheide (Gesamtbeurteilung B)[16]
- 4030 Trockene Heiden (Gesamtbeurteilung B)[17]
- 6230* Artenreiche Borstgrasrasen (Gesamtbeurteilung C)[18]
- 6430 Feuchte Hochstaudenfluren (Gesamtbeurteilung C)[19]
- 7140 Übergangs- und Schwingrasenmoore (Gesamtbeurteilung C)[20]
- 7150 Torfmoor-Schlenken mit Schnabelbinsen-Gesellschaften (Gesamtbeurteilung B)[21]
- 9190 Alte bodensaure Eichenwälder auf Sandebenen mit Stieleiche (Gesamtbeurteilung C)[22]
- 91D0* Moorwälder (Gesamtbeurteilung C)[23]

Mit 43,25 Hektar sind nur knapp 19 Prozent der FFH-Gebietsfläche mit einem FFH-Lebensraumtyp bedeckt. Davon sind knapp die Hälfte mit dem LRT 4030 Trockene Heiden bedeckt, siehe Diagramm 2. Bei den Wälder im FFH-Gebiet handelt es sich nicht um historische Wälder. In der Karte des Deutschen Reiches von 1893 sind dort keine Wälder verzeichnet, siehe Bild 1.

## FFH-Erhaltungsziele
Aus den oben aufgeführten FFH-Erhaltungsgegenständen werden als FFH-Erhaltungsziele von besonderer Bedeutung die Erhaltung folgender Lebensraumtypen und Arten im FFH-Gebiet vom Ministerium für Energiewende, Landwirtschaft, Umwelt und ländliche Räume des Landes Schleswig-Holstein erklärt:
- 3260 Fließgewässer mit flutender Wasservegetation
- 4010 Feuchte Heiden mit Glockenheide
- 4030 Trockene Heiden
- 6230* Artenreiche Borstgrasrasen
- 6430 Feuchte Hochstaudenfluren
- 7140 Übergangs- und Schwingrasenmoore
- 7150 Torfmoor-Schlenken mit Schnabelbinsen-Gesellschaften
- 91D0* Moorwälder

Aus den oben aufgeführten FFH-Erhaltungsgegenständen werden als FFH-Erhaltungsziele von Bedeutung die Erhaltung folgender Lebensraumtypen und Arten im FFH-Gebiet vom Ministerium für Energiewende, Landwirtschaft, Umwelt und ländliche Räume des Landes Schleswig-Holstein erklärt:
- 3150 Natürliche und naturnahe nährstoffreiche Stillgewässer mit Laichkraut oder Froschbiss-Gesellschaften
- 3160 Dystrophe Stillgewässer

## Teilgebiete

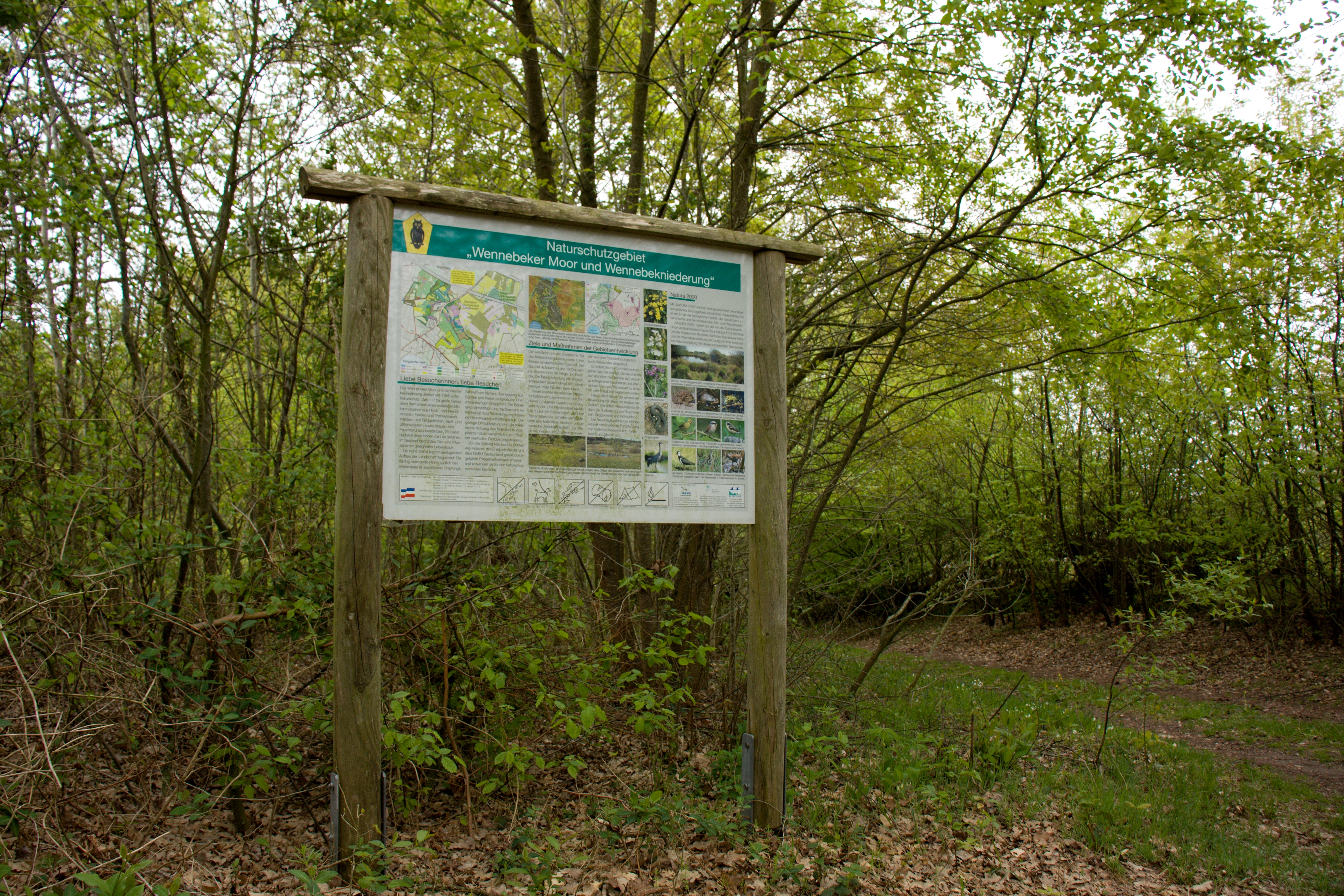
BIS-Tafel im FFH-Gebiet

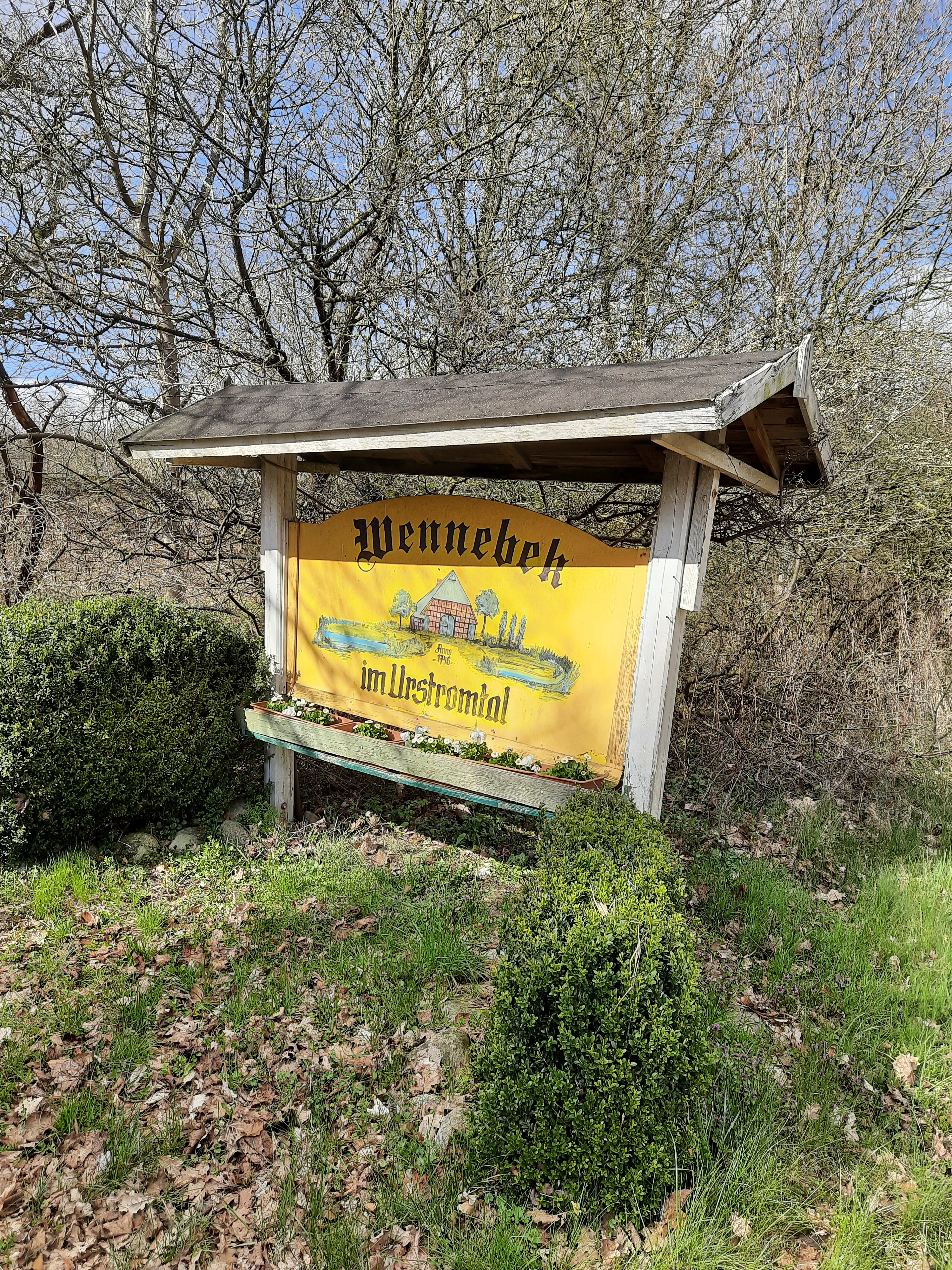
Hinweistafel Urstromtal

Das FFH-Gebiet besteht aus zwei Teilgebieten, die jeweils einem gesonderten Managementplan und Geltungsbereich zugeordnet sind. Der westliche Teil des FFH-Gebietes wird „Teilgebiet Wenneker Moor“ und der östliche Teil „StOÜbPl Langwedel“ genannt. Das Teilgebiet Wenneker Moor wird durch die Landesstraße 298 in zwei räumlich getrennte Teile getrennt. Der Verkehrsraum der Landesstraße (Langwedeler Straße) und die Wohnbebauung der dortigen Siedlung Wennebek gehören nicht zum FFH-Gebiet.

### Teilgebiet Wenneker Moor
Das Teilgebiet Wenneker Moor ist flächenbezogen fast identisch mit dem Naturschutzgebiet „Wennebeker Moor und Wennebekniederung“.Es grenzt im Norden an die Bundesautobahn 7 im Eisendorfer Ortsteil Seewiese und im Süden an die Landesstraße 49 im Borgdorf-Seedorfer Ortsteil Springwedel. Es hat eine Fläche von 100 Hektar. Das Fließgewässer Wennebek unterquert die Landesstraße 49 in Springwedel und betritt dort das FFH-Teilgebiet Wennebeker Moor. Nach 600 Metern mündet als rechter Zufluss der Klostergraben in die Wennebek. Die Wennebek unterquert nach 630 Metern die Landesstraße 298 beim Ortsteil Wennebek. Von hier bis zu ihrem Verlassen des FFH-Gebietes an der Bundesautobahn 7 hat sie einen naturnahen mäandernden Verlauf. Unmittelbar vor der Unterführung der Autobahn mündet als linker Zufluss der Eisendorfer Graben in die Wennebek.
Das Teilgebiet befindet sich zum überwiegenden Teil in öffentlichem Besitz, in diesem Fall der Stiftung Naturschutz Schleswig-Holstein (SNSH).
Fast alle als FFH-Lebensraumtyp kartierten Flächen dieses Teilgebietes befinden sich westlich der Landesstraße 298. Die Daten basieren allerdings auf 2009 durchgeführten Kartierungen. Seit der Neukartierung am 29. Oktober 2016 wurde das damals noch als Kontaktbiotop geführte 1,2 Hektar große Gebiet zwischen Wennebek und Klostergraben als gesetzlich geschütztes Biotop (Biotop-Nr. 325586004 433) vom Biotoptyp Nährstoff- und basenarmes Nassgrünland geführt und zusätzlich mit dem Lebensraumtyp 7140 Übergangs- und Schwingrasenmoore belegt. Östlich dieser Straße überwiegen als Biotoptypen zum Teil intensiv genutzte Grünlandflächen. Die Flächen der SNSH werden extensiv beweidet. Ackerflächen sind in diesem Teilgebiet nicht mehr vorhanden.
Nach der Neukartierung des FFH-Gebietes in den Jahren 2014 bis 2020 sind über die Hälfte des Teilgebietes mit gesetzlich geschützten Biotoptypen und ein Achtel mit FFH-Lebensraumtypen belegt (Stand 6. Juni 2022), siehe auch Diagramm 5. Vier Zehntel der Fläche unterliegen keinem der beiden Schutzstati.

### Teilgebiet StOÜbPl Langwedel
Das Teilgebiet StOÜbPl Langwedel besteht aus dem östlichen Teil des FFH-Gebietes Wennebeker Moor und Langwedel. Es hat eine Fläche von 130 Hektar. Es wird durch die Bundesautobahn 7 in einen kleineren nördlichen und größeren südlichen Teil getrennt. Das Übungsgelände wird von der Bundeswehr vom Marinestützpunktkommando Kiel (KSM), dem Seebataillon (SeeBtl) in Eckernförde, dem Kommando Spezialkräfte der Marine (KSM) in Eckernförde und dem Aufklärungsbataillon 6 "HOLSTEIN" in Eutin als Übungsgelände genutzt. Daneben wird das Gelände auch von nichtmilitärischen Organisationen wie Katastrophenschutz, Landespolizei und Feuerwehren als Übungsgelände genutzt. Für die Öffentlichkeit besteht für die gesamte Fläche ein Betretungsverbot.
Der vom Bundesamt für Infrastruktur, Umweltschutz und Dienstleistungen der Bundeswehr aufgestellte Maßnahmen-, Pflege- und Entwicklungsplan (MPE-Plan) beinhaltet neben den FFH-Flächen weitere Flächen mit einer Größe von 36 Hektar nördlich der Bundesautobahn und am Ostrand, die zum Truppenübungsplatz gehören, aber dennoch im Geltungsbereich des MEP-Plans liegen.
Im Zentrum des Teilgebietes südlich der Bundesautobahn 7 konzentrieren sich die Biotoptypen der Heide vom Heidemoor bis zur Trockenheide, umgeben von verschiedenen Waldbiotoptypen. An den Rändern überwiegt die Trockenrasenflur.
Der häufigste FFH-Lebensraumtyp im Teilgebiet ist mit 17 Hektar der LRT 4030 Trockene Heiden, gefolgt von 7,8 Hektar mit dem LRT 7140 Übergangs- und Schwingrasenmoore. Insgesamt sind 24,7 Prozent der Teilgebietsfläche mit FFH-Lebensraumtypen bedeckt. Diese Zahlen beruhen auf den Kartierungszeitraum 2009. Neuere Zahlen sind vom Landesamt für Landwirtschaft, Umwelt und ländliche Räume des Landes Schleswig-Holstein (LLUR) noch nicht veröffentlicht worden. In der aktuellen Datenbank ZeBIS gibt es für dieses Teilgebiet keinerlei Angaben zu Biotop- und Lebensraumtypen, im Gegensatz zum Teilgebiet Wenneker Moor (Stand Mai 2022).

## FFH-Analyse und Bewertung
Das Kapitel FFH-Analyse und Bewertung im Managementplan beschäftigt sich unter anderem mit den aktuellen Gegebenheiten des FFH-Gebietes und den Hindernissen bei der Erhaltung und Weiterentwicklung der FFH-Lebensraumtypen. Die Ergebnisse fließen in den FFH-Maßnahmenkatalog ein.
Die Gesamtbeurteilung der FFH-Lebensraumtypen im Gebiet ist bezogen auf den Flächenanteil aller FFH-Lebensraumtypen zu über drei Vierteln mit gut (B) bewertet worden, siehe Diagramm 6. Lediglich die Lebensraumtypen der Gewässer und der Wälder haben keine gute Beurteilung erhalten. Diese Daten entstammen dem SDB vom Mai 2019.

### Teilgebiet Wenneker Moor
Im Teilgebiet Wenneker Moor befinden sich die Trockenheidebestände im Nordwesten durch zunehmende Verbuschung in einem ungünstigen Erhaltungszustand. Die nördlich und südlich der Trockenheiden bestehenden Übergangsmoore haben einen guten Erhaltungszustand.
Neben den FFH-Erhaltungszielen sind für dieses FFH-Teilgebiet auch die Einhaltung der EU-Wasserrahmenrichtlinie (WRRL) von Bedeutung. Schleswig-Holstein erstellt für alle Gewässerkategorien Wasserkörpersteckbriefe. Die das Teilgebiet durchströmende Wennebek gehört zum Wasserkörper Bellerbek mit der Wasserkörpernummer „we_05“, der als Bellerbek in Nortorf beginnt, den Borgdorfer See passiert, als Wennebek den See wieder verlässt und im Brahmsee mündet. Der Wasserkörpersteckbrief für die Bellerbek gibt als Ziel die Erreichung eines guten ökologischen und chemischen Zustands vor. Mit Stand 21. August 2021 mit Daten von 2018 wird der ökologische Zustand mit „mäßig“ (3) und der chemische Zustand mit „nicht gut“ (3,4) eingestuft. Wird der zu hohe Quecksilbergehalt, der in Deutschland fast nirgendwo den zulässigen Wert unterschreitet, nicht berücksichtigt, verbessert sich der chemische Zustand auf „gut“ (1,2). Das Ziel eines guten ökologischen Zustands soll bis 2032 oder später und der eines guten chemischen Zustandes nach 2045 erreicht werden.
Haupthindernis für eine bessere ökologische Bewertung sind die fehlende Durchgängigkeit des Gewässers für Fische durch Querbauwerke.

### Teilgebiet StOÜbPl Langwedel
Im Teilgebiet StOÜbPl Langwedel wurden im Jahre 2017 Neubegehungen durchgeführt, um die Veränderungen des Erhaltungszustandes der FFH-Lebensraumtypen seit der Kartierung aus dem Jahre 2009 zu erforschen. Dabei stellte sich heraus, dass der Erhaltungszustand fast aller FFH-Lebensraumtypen sich verschlechtert hat. Ein Viertel aller FFH-Flächen haben ihren Erhaltungszustand im Teilgebiet verschlechtert. Dies betrifft insbesondere den LRT 4030 Trockene Heiden. Hauptgründe sind eine Überalterung der Bestände und zunehmende Verbuschung bis hin zur Waldbildung.

## FFH-Maßnahmenkatalog

### Teilgebiet Wenneker Moor

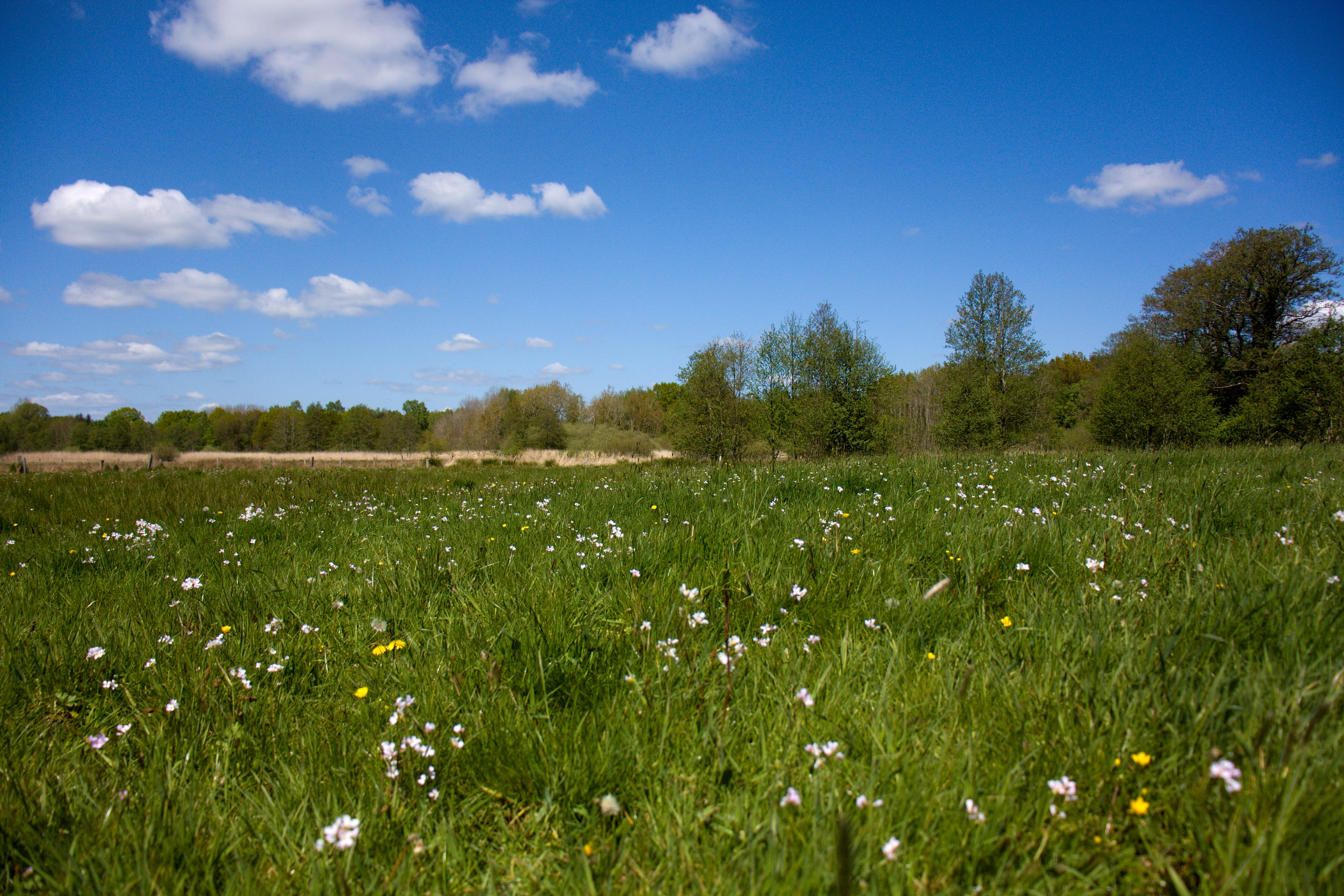
Wennebeker Niederung bei Springwedel

Der FFH-Maßnahmenkatalog im Managementplan für dieses Teilgebiet führt neben den bereits durchgeführten Maßnahmen geplante Maßnahmen zur Erhaltung und Entwicklung der FFH-Lebensraumtypen im FFH-Gebiet an. Die bereits durchgeführten Maßnahmen sind in einer Maßnahmenkarte festgehalten. Sie beschreibt die auf den Flächen der Stiftung Naturschutz vor Erstellung des Managementplanes durchgeführten Maßnahmen. Fast alle Flächen westlich der Landesstraße 298 werden von Rindern und Pferden extensiv beweidet. Die Trockenheideflächen in diesem Teil wurden von Buschwerk befreit. Im Niederungsgebiet an der Südspitze des Teilgebietes findet die Beweidung ausschließlich mit Pferden statt. Im Nordwesten am Eisendorfer Graben und an der Südspitze entlang der Wennebek wurden insgesamt 9 Teiche als Laichgewässer für Amphibien angelegt. Während der Sommermonate wird der Klostergraben angestaut, um einen Teil der Niederung für die Erhaltung des Moorfrosches zu vernässen.
Die für die Einhaltung des Verschlechterungsverbotes notwendigen Maßnahmen bestehen darin, die Ganzjahresbeweidung im Lebensraum der Trockenheide, der Eichenwälder und Übergangs- und Schwingrasenmoore im Nordwesten des Teilgebietes aufrechtzuerhalten und darüber hinaus in letzteren zur Eindämmung des Erlenaufbaus zu entkusseln und jährlich zu mähen, wobei das Mähgut aus dem Bereich entfernt wird. Am Westrand südlich des Eisendorfer Grabens sind die Trockenheideflächen zu entbuschen und zu mähen, da eine Beweidung wegen fehlender Zugänglichkeit nicht möglich ist. In der Wennebek ist es per Naturschutzverordnung (NSV) verboten, zu baden, zu tauchen oder das Gewässer mit Wasserfahrzeugen zu befahren.
In einer Maßnahmenkarte für weitergehende sowie sonstige Pflege- und Entwicklungsmaßnahmen, die über das Verschlechterungsverbot hinausgehen, sind 17 weitere Maßnahmen vorgeschlagen. Diese sind für Flächen im Privatbesitz nur auf freiwilliger Basis umsetzbar. Zusätzlich wurden alle Maßnahmenvorschläge in 3 Maßnahmenblättern zur Projektverfolgung schriftlich niedergelegt.

### Teilgebiet StOÜbPl Langwedel
Der FFH-Maßnahmenkatalog im Managementplan für das Teilgebiet StOÜbPl Langwedel ist Teil des Naturschutzfachlichen Grundlagenteils unter dem Kapitel Maßnahmenvorschläge. Welche der Vorschläge umgesetzt werden, wird im Maßnahmen-, Pflege- und Entwicklungsplan (MPE-Plan) festgelegt. Die örtliche Festlegung erfolgt in einer Karte für die Erhaltungsmaßnahmen nach Art der Erhaltungspflege und eine nach dem Maßnahmen-Code des MEP-Plans. In gleicher Weise gibt es eine Karte für die Entwicklungsmaßnahmen nach Art der Entwicklungspflege und eine nach dem Maßnahmen-Code des MEP-Plans.
Da sich bei der FFH-Analyse für dieses Teilgebiet herausgestellt hat, dass im Zeitraum zwischen 2009 und 2017 eine deutliche Verschlechterung des Erhaltungszustandes fast aller FFH-Lebensraumtypen ergeben hat, enthält der MEP-Plan eine Vielzahl von einmaligen und periodischen Einzelmaßnahmen, um diese Entwicklung umzukehren.

## FFH-Erfolgskontrolle und Monitoring der Maßnahmen
Eine FFH-Erfolgskontrolle und Monitoring der Maßnahmen findet in Schleswig-Holstein alle sechs Jahre statt. Die Ergebnisse des letzten Monitorings im Beobachtungszeitraum von 2007 bis 2012 wurden mit einem Textteil und einem Kartenteil veröffentlicht.